# Pteris paleacea
Pteris paleacea là một loài dương xỉ trong họ Pteridaceae. Loài này được Roxb.in Beats. mô tả khoa học đầu tiên năm 1816.
Danh pháp khoa học của loài này chưa được làm sáng tỏ. 